# Saciova, Covasna
Saciova (maghiară Szacsva) este un sat în comuna Reci din județul Covasna, Transilvania, România. Se află în sudul depresiunii Sfântu Gheorghe, la poalele nordice ale munților Întorsurii.